# Igreja de Nossa Senhora do Rosário e Cruzeiro do Adro
A Igreja de Nossa Senhora do Rosário e Cruzeiro do Adro é um importante patrimônio histórico e cultural da cidade de Pombal, na Paraíba, construído por indígenas, escravos e trabalhadores livres, encontra-se tombado pelo Instituto do Patrimônio Histórico e Artístico do Estado da Paraíba (Iphaep).
Construída em 1721, cuja data está marcada no topo da entrada principal da Igreja, é uma construção que apresenta uma arquitetura imponente, com traços barrocos, considerada uma das mais belas igrejas da região. Já o cruzeiro, construído em madeira, fica em frente à igreja, complementa o patrimônio histórico e cultural.
Além de sua beleza arquitetônica, a Igreja de Nossa Senhora do Rosário também é um importante ponto de referência da cidade, tendo em vista a sua história e importância na cultura religiosa do local e foi palco de importantes eventos históricos, além de um importante ponto turístico da região, atraindo visitantes de todas as partes do país.

## Descrição

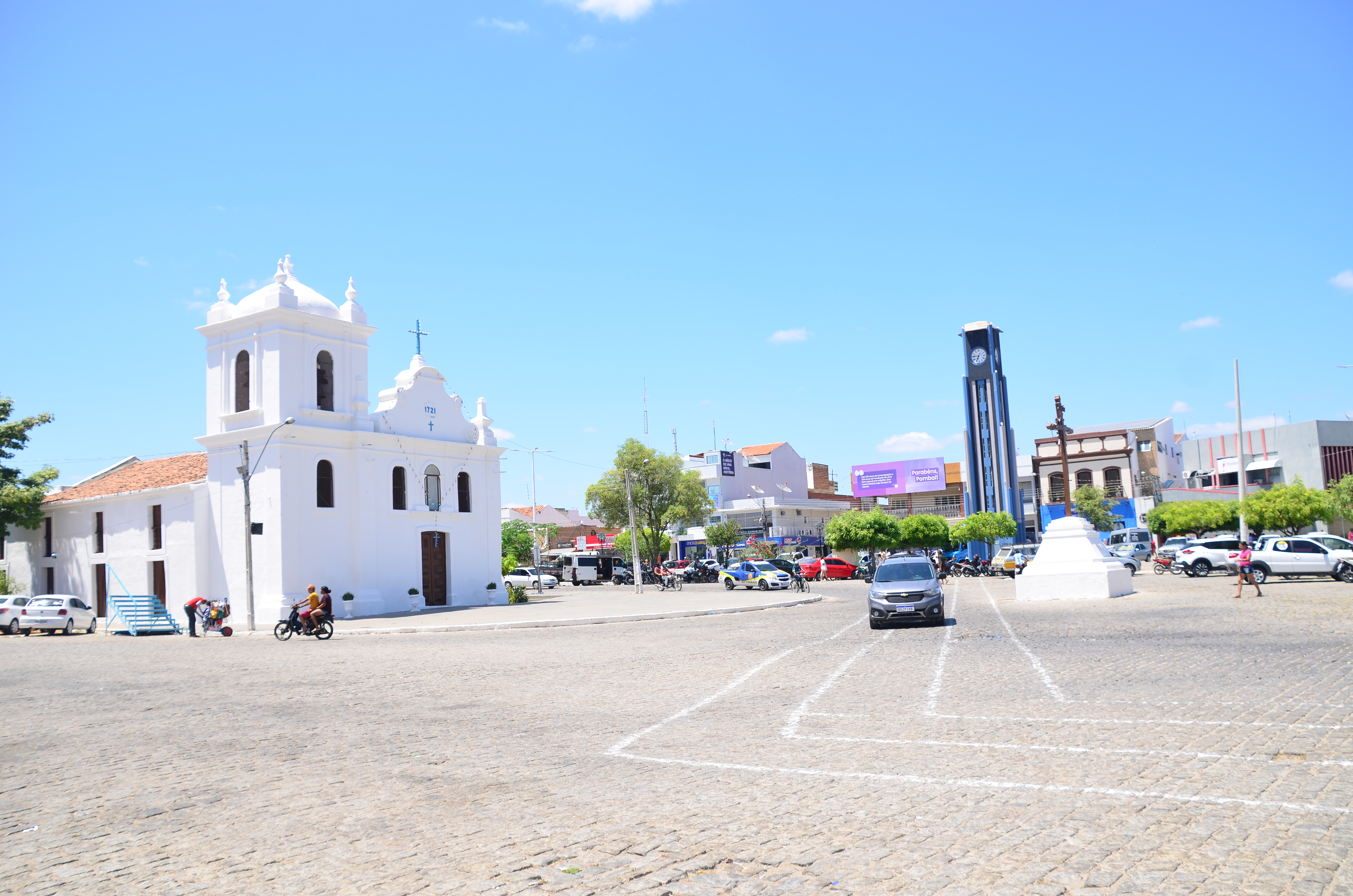
Em primeiro plano, a Igreja do Rosário e o Cruzeiro do Adro bem à sua frente.

A Igreja de Nossa Senhora do Rosário foi construída no período colonial, quando a cidade de Pombal era uma das mais importantes cidades da região. A igreja é considerada um exemplo da arquitetura religiosa do século XIII, com uma riqueza de detalhes que impressiona os visitantes. Seu interior é ricamente decorado, com belas pinturas, altares e imagens sacras, que refletem a devoção dos fiéis e a importância da igreja na vida religiosa da cidade.
Já o Cruzeiro do Adro é uma construção em madeira, que fica em frente à Igreja de Nossa Senhora do Rosário. Acredita-se que o cruzeiro foi construído na mesma época da igreja, ou seja, no século XIII, e tem uma importância religiosa e cultural muito grande para a cidade. O cruzeiro é um símbolo de devoção e fé, e a sua importância para a cidade é tão grande que foi tombado como patrimônio histórico e cultural.

## História

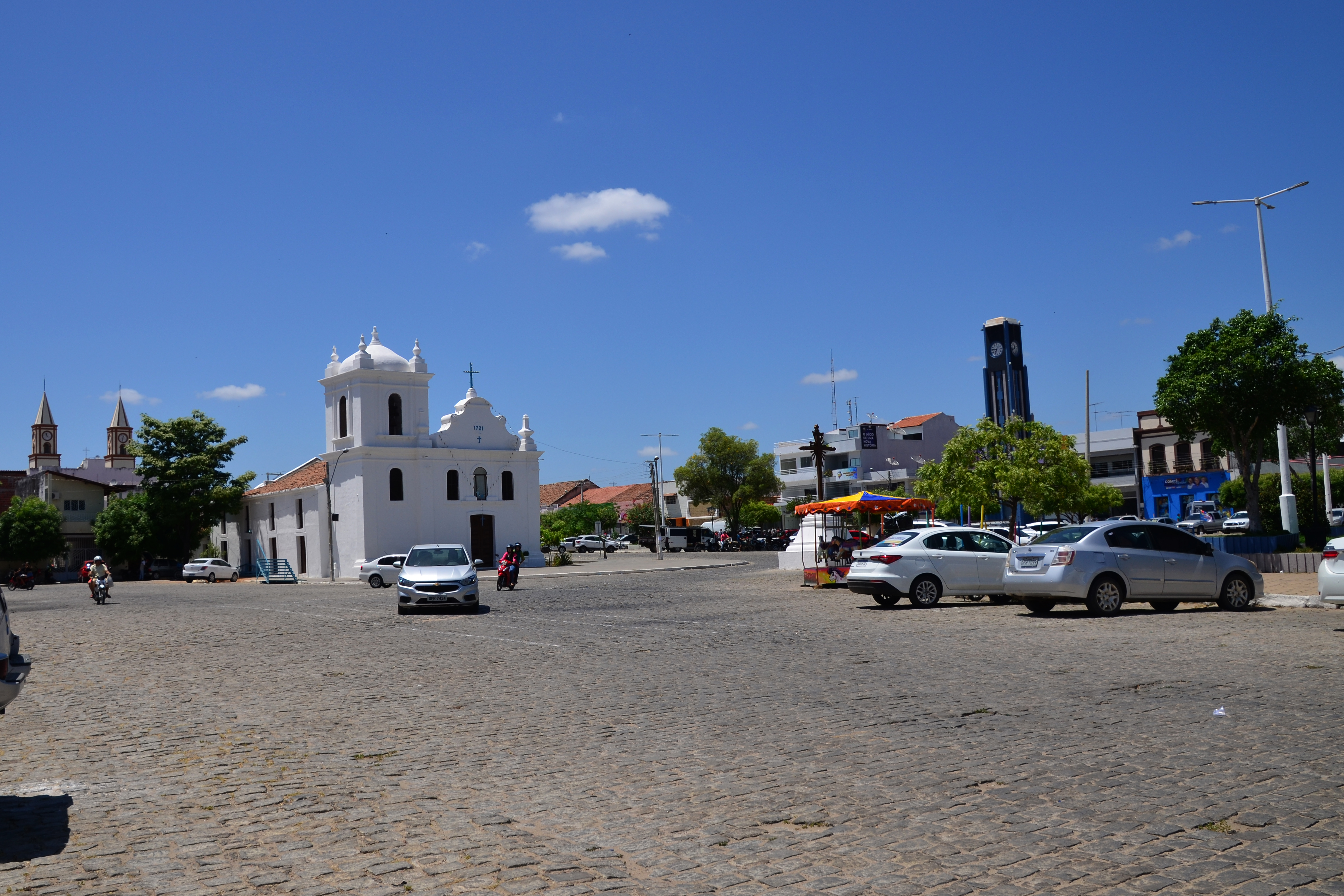
Igreja do Rosário no Centro Histórico de Pombal.

A história da Igreja liga-se à colonização portuguesa do local, uma vez que após diversas lutas, os colonos ameaçados por mais de dois mil indígenas prometeram substituir uma pequena capela de taipa e madeira por uma igreja maior e de alvenaria, que deveria ser dedicada à Nossa Senhora do Bom Sucesso.
O início da atual construção sobre a antiga, deu-se no dia 24 de fevereiro de 1721, dessa vez, erguida de pedra, barro e tijolo. Em 1724 foi registrada a primeira doação patrimonial do terreno, em nome do coronel Francisco Dias d´Ávila. Em 1897, a nova Matriz de Nossa Senhora do Bom Sucesso foi erguida, e a igreja passou a ser denominada de Igreja de Nossa Senhora do Rosário.
Em suma, a Igreja de Nossa Senhora do Rosário e Cruzeiro do Adro são importantes patrimônios históricos e culturais da cidade de Pombal, que refletem a riqueza da história e da cultura da região. São pontos turísticos que atraem visitantes de todas as partes do país, e também são palco de importantes celebrações religiosas, que reúnem milhares de fiéis em um ambiente de devoção e fé.
O Cruzeiro do Adro é um dos mais belos exemplares de cruzeiros em madeira da região, com uma estrutura imponente e detalhes cuidadosamente trabalhados. É um ponto de referência da cidade, que marca a entrada para a Igreja de Nossa Senhora do Rosário, e também é palco de importantes celebrações religiosas, como a Semana Santa e a Festa de Nossa Senhora do Rosário.